# Mal drunter – mal drüber
Mal drunter – mal drüber ist ein deutsches Filmlustspiel aus dem Jahre 1960. Unter der Regie von Helmut Weiss spielt der dänische Entertainer und Sänger Boyd Bachmann die Hauptrolle.

## Handlung
Der Däne Boj Holden wurschtelt sich als Komiker mehr schlecht als recht durchs Leben. Als er mal wieder ohne Beschäftigung ist, erweist sich der Millionär Herr Kronsdorf als letzter Rettungsanker. Der sucht für seine beiden Töchter Mary und Daisy unbedingt einen Englischlehrer, der am besten auch noch Kenntnisse als Fliegerass und Golfspieler besitzen solle. Daran aber hapert es gewaltig, und so nimmt Boj rasch Unterricht. Als Kunstflieger aber sorgt Holden wie auch sonst im Hause Kronsdorf für reichlich Verwirrung und Durcheinander, kann aber auch dank seines sonnigen Gemüts und einem Talent für geschicktes Strippenziehen vier Herzen zueinander bringen. Sein bester Kumpel, Benno Biller, wird mit Daisy verbandelt, und Mary Kronsdorf findet in dem eifrigen Bewerber Manfred ihren Herzbuben. Auch Boj bleibt nicht allein, denn seine alte Freundin Sabine ist auch seine neue.

## Produktionsnotizen
Mal drunter – mal drüber entstand Mitte 1960 und wurde am 13. Oktober 1960 in Kassel uraufgeführt.
Die Herstellungsleitung hatte Heinz Willeg, die Filmbauten entwarf Willi A. Herrmann.
Der Komiker, Sänger und Entertainer Boyd Bachmann (1908–1981), geboren als Børge Gustav Bachmann, war in Dänemark aber auch im Ausland ein zeitweise sehr populärer Komiker, sowohl auf der Bühne als auch im Film. In diesem Streifen singt er nach eigenem Text das Lied „Kleiner Mann“. Mal drunter – mal drüber ist einer von zwei deutschen Kinofilmen, die er drehte. Der andere war die Klamotte „Hurra, bei uns geht’s rund“ mit Marius Müller-Westernhagen (unter anderem mit Perücke und in Frauenkleidern) als sein Filmpartner.
Ein weiteres Lied in diesem Film nennt sich „Crazy Daisy“.

## Kritiken
Paimann’s Filmlisten fand, dass der „wenig logische“ Film „nur Anlass zu Gags eines quicklebendigen, wenn auch etwas zu verkrampften Komikers“ gebe.
Das Lexikon des Internationalen Films nannte diesen Film ein „handfestes Lustspiel“.